# Kościół Sant’Ambrogio we Florencji
Kościół św. Ambrożego we Florencji (wł. Chiesa di Sant’Ambrogio) – XIII-wieczny kościół gotycki, jeden z najstarszych kościołów i budowli Florencji.
Na temat kościoła św. Ambrożego pierwsze wzmianki historyczne pojawiają się w X wieku, kiedy to siostry benedyktynki w roku 988 objęły w posiadanie posesję, na której stoi budowla. O gotyckich korzeniach przypominają charakterystyczna dla tego okresu okna znajdujące się na prawej ścianie kościoła. Do kościoła przylega budynek w którym mieści się klasztor sióstr benedyktynek i kościół Wniebowzięcia NMP. W XIX wieku podczas francuskiej okupacji klasztor został zniszczony a zakonnice zostały zmuszona na jego opuszczenie. Po kilku latach klasztor został przekazany w ręce sióstr Sacré-Cœur (Societas Sacratissimi Cordis Iesu), które zajmują go do dzisiaj.
Po zniszczeniach kościół został ponownie odbudowany przez Giovanni Foggini i Luigi Ademollo, mediolańskiego malarza, który ozdobił fasadę, główna nawę i chór ze sceny z życia Św. Ambrożego i Jezusa Chrystusa.
Kościół przez wieki był wielokrotnie przerabiany a ślady tego są widoczne do dziś. Wzdłuż bocznych ścian znajdują się niekompletne kamienne elementy arkad, dodane w okresie renesansu, oraz liczne boczne kaplice. Ostatnia renowacja w 1966 roku, po powodzi jaka nawiedziło miasto, pozwoliła na odsłonięcie średniowiecznych fresków na frontowej ścianie kościoła i kilku malowideł w środku.
W kościele pod koniec XV wieku miał swoją pracownię Andrea Verrocchio, mistrz Leonardo da Vinci. Tutaj też został pochowany.

## Opis
Kościół Sant’Ambrogio przez wszystkie wieki zgromadził bogate zbiory fresków ściennych. Po wejściu do kościoła po prawej stronie widoczny jest fresk Koronacji Madonny z Św. Janem i Bartłomiejem autorstwa Andrea Orcagn's oraz Zdjęcie z krzyża Nicola Gerini's.
Główne miejsce kościoła, marmurowy ołtarz, został wykonany przez Mino da Fiesole. Przedstawia dzieciątko Jezus w żłobie otoczone świętymi postaciami. Nad nimi znajduje się łuk przykryty liśćmi i przeplatany głowami cherubinów. Freski znajdujące się wokół ołtarza wykonał Cosimo Rosselli; prace te uważane są za jego najlepsze dzieła, wykonane zostały w 1476 roku. Ich stan został naruszony przez ogień, który nawiedził kaplicę, jednakże jeszcze dziś, widać w nich wyraźny zamysł autora. W centralnej części fresku przedstawiony jest cudowny kielich zawierający sakramentalne wino, przeniesione z Pałacu Arcybiskupiego, a następnie przemienione w krew Zbawiciela. Po lewej stronie znajduje się portret Pico Mirandola, którego podobizna znajduje się również w Toskanii w Galerii Uffizi.
W dolnej części kościoła znajduje się kapliczka Misericordia, gdzie stoi, wyrzeźbiona w drewnie, figurka Św. Sebastiana autorstwa Leonardo Tassini. Wzdłuż całej długości nawy głównej po obu stronach znajdują się małe kapliczki lub łukowe rzeźbienia, w których umieszczone są obrazy lub ołtarze. Tam też znajduje się obraz z roku 1498 Cosimo Rosselli, Madonna otoczona cherubinami i aniołami unoszącymi się ponad jej głową. Poniżej obrazu znajdują się sylwetki św. Ambrożego, św. Franciszka, św.Katarzyny z Aleksandrii i Jana Chrzciciela. Dalej znajdują się sceny z życia św. Franciszka – zatwierdzenie jego zakonu przez papieża Honoriusza III, otrzymanie stygmatów, jego śmierć w otoczeniu uczniów.
Po przeciwnej stronie nawy głównej widnieje obraz Zdjęcie z Krzyża pędzla Giottino. Scena ukazuje Marie Magdalenę, która otrzymuje ciało Zbawiciela od Nikodema. Obok biernie stoją Maria,(matka Jezusa), Jan Ewangelista i św. Katarzyna.
W kolejnej kaplicy znajduje się obraz Agnolo Gaddi, przedstawiający Madonnę karmiącą dzieciątko w otoczeniu św. Jana Chrzciciela po prawej i św. Bartłomieja z nożem po lewej stronie. W następnej kaplicy jest obraz siedzącego św. Benedykta, ubranego w czarne szaty. Przed nim anioł prowadzi do niego młodzieńca Tobit, symbolicznego pielgrzyma. Po lewej stronie stoi św. Mikołaj trzymający trzy kule.